# E49

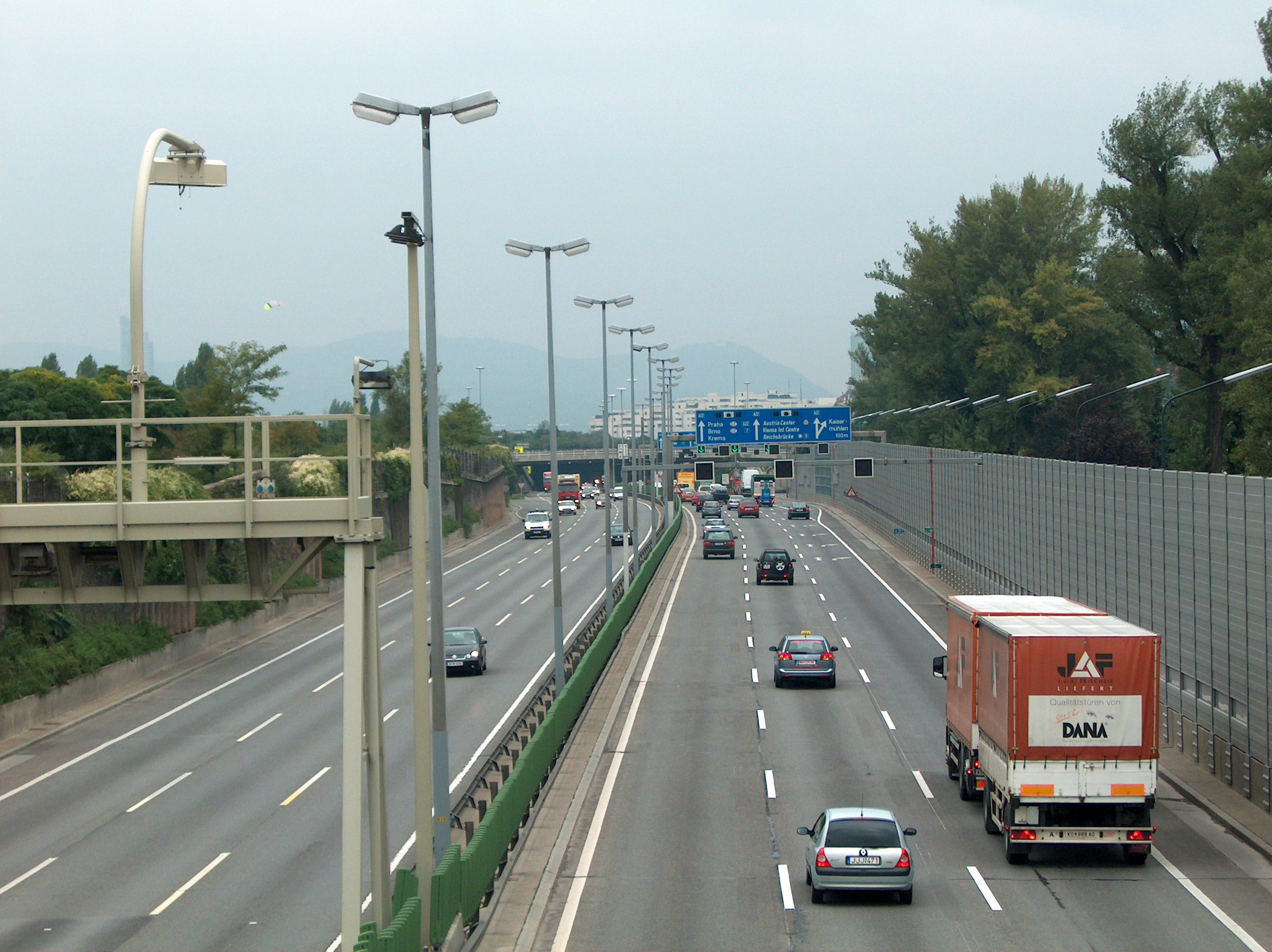
E49 i centrala Wien

E49 eller Europaväg 49 är en 740 kilometer lång europaväg som börjar i Magdeburg i Tyskland, passerar Tjeckien och slutar i Wien i Österrike.

## Sträckning
Magdeburg - Halle an der Saale - Plauen - (gräns Tyskland-Tjeckien) - Vojtanov - Karlovy Vary - Plzen - České Budějovice - Halámky - (gräns Tjeckien-Österrike) - Wien

## Standard
Vägen är till större delen landsväg. Den är dock motorväg större delen av sträckan i Tyskland, nr A14 och A9.

## Alternativa vägar
Sträckningen är inte optimal, det finns genvägar som är bättre på vissa ställen, särskilt i närheten av tysk-tjeckiska gränsen. Mellan Magdeburg och Wien skulle de flesta välja E55, 670 kilometer, och motorväg större delen av vägen, eller E51, E56, E60, 820 kilometer, som är motorväg hela vägen.

## Anslutningar
| - E30 - E51 - E441 - E48 - E442 |  | - E55 - E551 - E59 - E461 |